# 超市面试
《超市面试》是中国大陆著名小品演员郭冬临、魏积安等在中国中央电视台2012年春节联欢晚会上表演的作品。该小品作者是田昊、姜力琳。该作品播出之后，被指抄袭日本UNJASH小品《打工面试》。该作品也曾在中央电视台举办的第八届小品大赛中由田昊和姜力琳表演过，名称为《面试》，剧情略有不同。

## 剧情
在一个超市里，老板想方设法，经历数次失败一直都没有抓住偷盗店里物品的小偷，最后被消费者在购物时抓获。店长不知道小偷被抓获的情况，店长接到电话称小偷关在店长办公室，正好此时来了一个应聘者呆在店长办公室里，于是店长误认为他就是小偷，店长全面审问应聘者，而应聘者则误会为店长对他的考验也拼命地表现自己的才干，最后，店里员工打来电话通知店长小偷被抓获，这才冰释误会。应聘者也得到了自己的职位。

## 演员
- 郭冬临（饰演 应聘者）[1]

- 魏积安（饰演 老板）[1]

- 傅浚琪（饰演 小偷）[1]

- 何军（饰演 警察）[1]

## 评价
春晚的收视观众是全球的华人华侨，所以收视面广泛。春晚上此作品刚播完，微博网友Heart7_Laurant就发帖引出日本UNJASH的作品《打工面试》并且称：“央视的下限在哪里！春晚的下限在哪里！春晚郭冬临的小品《超市面试》从设定到结构到包袱全部是抄袭日本UNJASH的这个小品《打工面试》啊。”
2012年1月23日，芜湖市政协常委、中国民主同盟盟员周蓬安发表了“周蓬安：春晚堕落了！小品《面试》竟抄袭日本”的文章，旋即转载于各大报刊，呼吁中华人民共和国政府打击假冒伪劣，尊重著作版权，尤其是文化科技领域的著作版权。

## 参看
- UNJASH